# Hasan al-Hudaybi
Ḥasan Ismāʿīl al-Huḍaybī (in arabo حسن الهضيبي‎?; dicembre 1891 – 11 novembre 1973) è stato un politico egiziano.

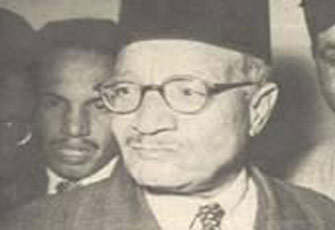
Ḥasan al-Huḍaybī

Ḥasan al-Huḍaybī fu la seconda Guida Suprema dell'organizzazione neo hanbalita egiziana dei Fratelli Musulmani, successore quindi del suo fondatore, Hasan al-Banna, assassinato nel 1949. 
Scrisse un famoso libro, Predicatori, non giudici (Duʿat lā Quḍat), considerato come un'"indiretta ma chiara confutazione" del manifesto fondamentalista di Sayyid Qutb Maʿālim fī al-Tarīq (Pietre miliari nella Via), e un'importante presa di posizione (ostinatamente ignorata da molti "esperti" mediatici) contro il takfir (pronuncia/accusa di grave empietà) con cui si bollavano altri musulmani dal cui quietismo politico si dissentiva energicamente, i cui primi segnali troveranno una più compiuta teorizzazione più tardi, grazie innanzi tutti a Shukri Mustafa, fondatore dell'organizzazione radicale islamista al-Takfir wa l-Hijra.
Avendo studiato Giurisprudenza, divenne un giudice nel 1924, dapprima a Qena, dove continuò a operare da rispettato magistrato fino all'uccisione di al-Banna, quando fu prescelto come un autorevole candidato per riformare lo spirito del gruppo, considerato generalmente improntato alla violenza. 
Fu arrestato nel 1965, nei tumultuosi giorni seguiti alle azioni della Fratellanza contro il Presidente della Repubblica Gamal Abd al-Nasser, ma fu rimesso in libertà con altri prigionieri politici nel 1971 da Anwar al-Sadat.
Secondo lo studioso francese Emmanuel Sivan, le argomentazioni di al-Hudaybi contro le tesi proposte da Qutb nel suo Maʿālim fī al-Ṭarīq - che cioè l'Islam era di fatto quasi scomparso e che i governi cosiddetti musulmani erano in realtà diventati non-musulmani ("Jāhiliyya" che deve essere cancellata dalla "potenza fisica e dal Jihād - erano che «il giudizio che un peccato grave commesso da un musulmano debba comportare la sua esclusione dalla Umma, ... deve essere lasciato a Dio soltanto. Il giudizio collettivo sull'intera Umma è totalmente contraria ai principi dell'Islam. Scagliare l'epiteto jāhili sulle società islamiche oggi è quindi del tutto assurdo."
Alla sua morte gli succedette alla testa della Fratellanza ʿUmar al-Tilmisānī. Anni dopo, il figlio di al-Hudaybi, Ma'mun al-Hudaybi, guidò per un breve periodo i "Fratelli Musulmani" dal 2002 alla sua morte, avvenuta nel 2004.